# Cicadettinae

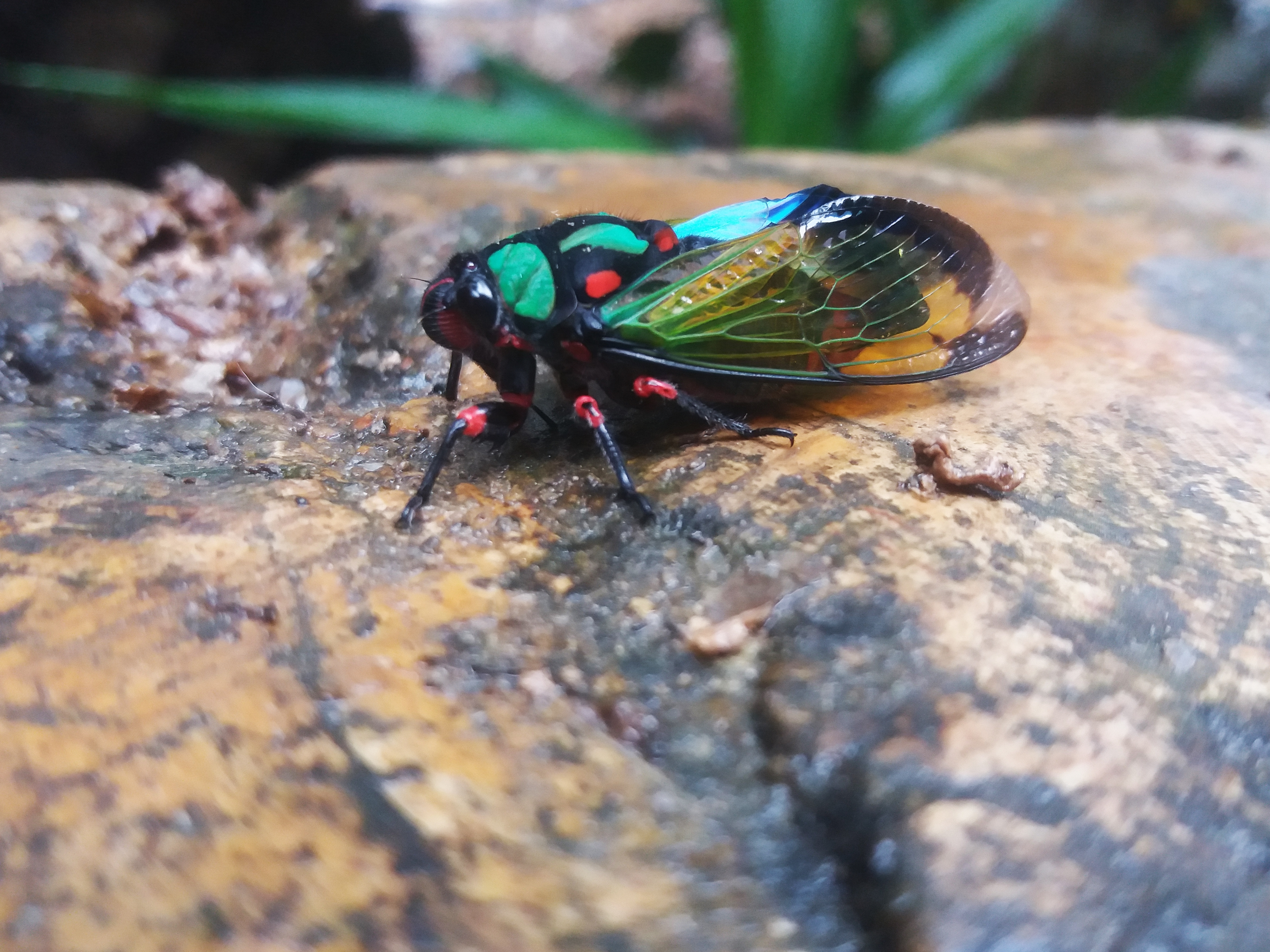
Carineta diardi

Cicadettinae (лат.) — подсемейство певчих цикад из семейства Cicadidae.

## Описание
Заднеспинка частично видна по средней линии спины. Частично сливаются жилки переднего крыла CuP и 1A. Жилки заднего крыла RP и M сливаются в основании. Оперкула самца не сильно S-образная и не с глубоко вогнутыми боковыми краями. Ободок мужской тимбальной полости без перевернутого обода или тембальной оболочки. Пигофер с неразвитым дистальным отделом плеча; присутствует верхняя доля пигофера. Ункус отсутствует или очень маленький, имеет форму утиного клюва и убирается внутри пигофера. Эдеагус без вентробазального кармана.

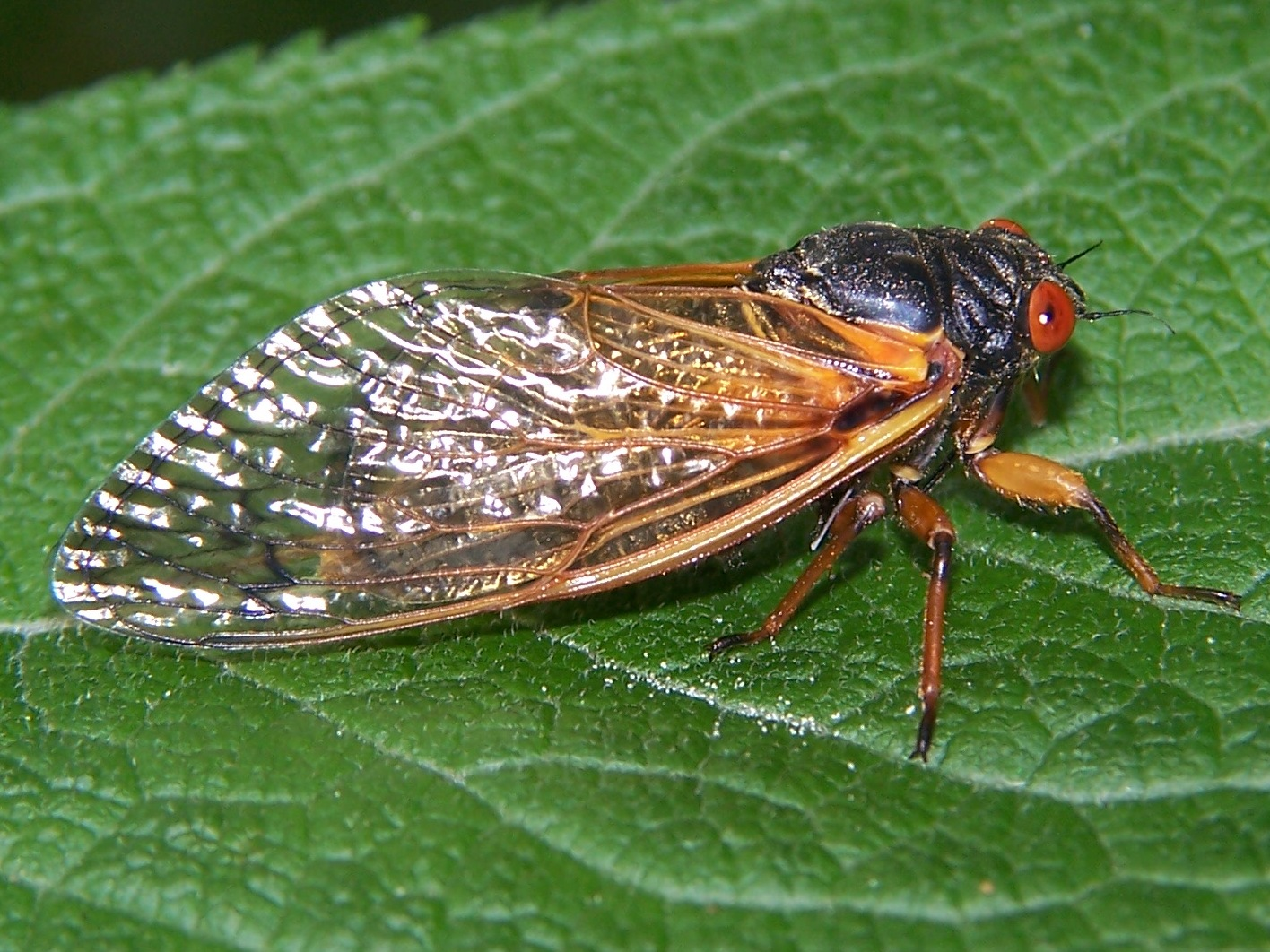
Периодические цикады
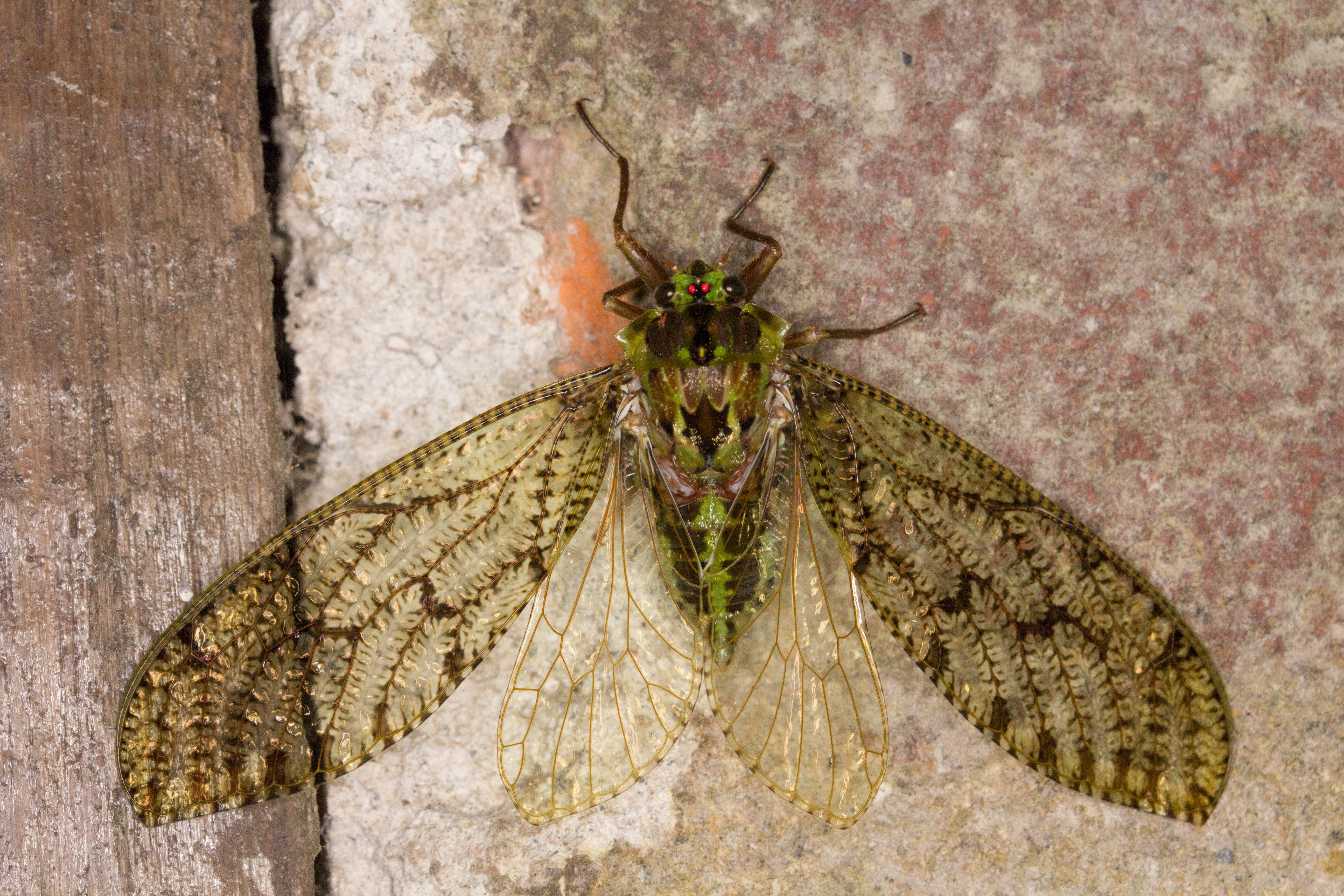
Onoralna falcata

## Систематика
В 2018 году проведена ревизия подсемейств и триб певчих цикад, включая выделение 10 новых триб. Трибы Sinosenini и Cicadatrini перенесена из Cicadinae в Cicadettinae, а триба Tettigomyiini выделена из Cicadettinae в отдельное подсемейство Tettigomyiinae.
В 2019 году из Cicadettinae (из трибы Parnisini) выделено пятое реликтовое подсемейство Derotettiginae для двух видов из Аргентины: Derotettix mendosensis Berg, 1882 и Derotettix wagneri Distant, 1905.
- Aragualnini Sanborn, 2018
- Carinetini Distant, 1905 (Herrera)
- Chlorocystini Distant, 1905
- Cicadatrini Distant, 1905
- Cicadettini Buckton, 1890
- Hemidictyini Distant, 1905
- Katoini Moulds & Marshall, 2018
- Lamotialnini Boulard, 1976 (Периодические цикады)
- Nelcyndanini Moulds & Marshall, 2018
- Pagiphorini Moulds & Marshall, 2018
- Parnisini Distant, 1905
- Pictilini Moulds & Hill, 2018
- Prasiini Matsumura, 1917
- Taphurini Distant, 1905 (Abricta, Adelia borealis)